# Wrap Around Joy
Wrap Around Joy är ett musikalbum av Carole King som utgavs 1974 på skivbolaget Ode Records. King samskrev albumets alla låtar tillsammans med Dave Palmer som tidigare varit sångare i Steely Dan. Albumet kom att nå förstaplatsen på såväl amerikanska Billboard 200-listan som kanadensiska RPM-listan. King fick också hitsinglar med låtarna "Jazzman" och "Nightingale".

## Låtlista
1. "Nightingale" – 3:38
2. "Change in Mind, Change of Heart" – 4:39
3. "Jazzman" – 3:44
4. "You Go Your Way, I'll Go Mine" – 3:34
5. "You're Something New" – 2:55
6. "We Are All in This Together" – 4:03
7. "Wrap Around Joy" – 2:59
8. "You Gentle Me" – 3:46
9. "My Lovin' Eyes" – 3:08
10. "Sweet Adonis" – 3:22
11. "A Night This Side of Dying" – 2:59
12. "The Best Is Yet to Come" – 3:30